# Pascal Martinot-Lagarde
Pascal Martinot-Lagarde (* 22. September 1991 in Saint-Maur-des-Fossés) ist ein französischer Leichtathlet, der sich auf den Hürdenlauf spezialisiert hat. Mit einer Zeit von 12,95 Sekunden hält er den französischen Rekord im 110-Meter-Hürdenlauf. Sein älterer Bruder Thomas ist ebenfalls ein erfolgreicher Hürdenläufer.

## Sportliche Laufbahn
2009 wurde Martinot-Lagarde französischer Juniorenmeister im 60-Meter-Hürdenlauf und Vizejuniorenmeister über 110 Meter Hürden. Bei den Junioreneuropameisterschaften in Novi Sad belegte er im 110-Meter-Hürdenlauf den vierten Rang.

Bei den Juniorenweltmeisterschaften 2010 im kanadischen Moncton sicherte er sich in 13,52 Sekunden den Titel. In der Saison 2011 erzielte er verletzungsbedingt keine nennenswerten Resultate.
Das Jahr 2012 begann für Martinot-Lagarde vielversprechend. Er wurde französischer Hallenmeister über 60 Meter Hürden und gewann bei den Hallenweltmeisterschaften in Istanbul die Bronzemedaille hinter dem US-Amerikaner Aries Merritt und dem Chinesen Liu Xiang. 
Im Mai warf ihn jedoch eine Oberschenkelverletzung zurück, so dass er die Qualifikation für die Europameisterschaften in Helsinki wie auch für die Olympischen Spiele in London verpasste.

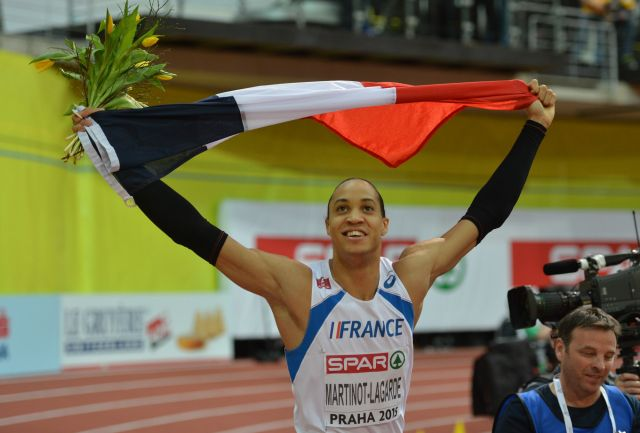
Martinot-Lagarde bei den Halleneuropameisterschaften 2015

2013 verteidigte Martinot-Lagarde seinen nationalen Meistertitel im 60-Meter-Hürdenlauf erfolgreich. Bei den Halleneuropameisterschaften in Göteborg wurde er Dritter hinter dem Russen Sergei Schubenkow und dem Italiener Paolo Dal Molin. Mit einer persönlichen Bestleistung von 13,41 Sekunden über 110 Meter Hürden in die Saison gestartet, steigerte er sich bis auf 13,12 Sekunden, gelaufen Anfang Juli beim Meeting Areva in Paris. Bei den Weltmeisterschaften in Moskau schied er allerdings mit 13,63 Sekunden bereits im Vorlauf aus.
Auch die Saison 2014 begann für Martinot-Lagarde wieder mit starken Leistungen in der Halle. Im 60-Meter-Hürdenlauf verbesserte er sich auf 7,45 Sekunden, wurde erneut französischer Meister und gewann bei den Hallenweltmeisterschaften in Sopot die Silbermedaille hinter dem US-Amerikaner Omo Osaghae. Im Freien zeigte er sich gegenüber den Vorjahren stark verbessert. Über 110 Meter Hürden siegte er unter anderem beim Prefontaine Classic in Eugene, bei den Bislett Games in Oslo und bei der Athletissima in Lausanne. Außerdem wurde er in dieser Disziplin erstmals französischer Meister. Bei seinem Sieg beim Herculis in Monaco erzielte er eine Zeit von 12,95 Sekunden und unterbot damit den französischen Rekord von Ladji Doucouré um zwei Hundertstelsekunden. In der Folge reiste er als Favorit zu den Europameisterschaften in Zürich an, blieb dort jedoch mit dem dritten Platz in 13,29 Sekunden hinter den Erwartungen zurück. Ursprünglich war er nur Vierter geworden, rückte aber nach der Disqualifikation seines Landsmanns Dimitri Bascou auf den Bronzerang vor.
Bei den Halleneuropameisterschaften 2015 in Prag siegte Martinot-Lagarde über 60 Meter Hürden in 7,49 Sekunden vor seinen Landsleuten Bascou und Wilhem Belocian. 
Auch sein Start in die Freiluftsaison verlief sehr erfolgreich. Beim Prefontaine Classic siegte er in der zwischenzeitlichen Weltjahresbestleistung von 13,06 Sekunden vor dem Olympiasieger Aries Merritt. Außerdem wurde er beim London Grand Prix Zweiter hinter dem ehemaligen Weltmeister Jason Richardson aus den Vereinigten Staaten. Bei den Weltmeisterschaften in Peking belegte er den vierten Rang und verpasste somit eine Medaille.
2016 holte Martinot-Lagarde bei den Hallenweltmeisterschaften in Portland wie schon zwei Jahre zuvor in Sopot erneut die Silbermedaille. Dabei musste er sich nur dem späteren Olympiasieger Omar McLeod aus Jamaika geschlagen geben. In der Freiluftsaison produzierte er wechselhafte Ergebnisse. Nach einem sechsten Platz beim Prefontaine Classic gelang ihm bei der Golden Gala in Rom als Zweiter wieder eine Podestplatzierung. Bei den französischen Meisterschaften in Angers wiederum erreichte er nach einem Fehler an der siebten Hürde lediglich einen enttäuschenden sechsten Platz. Seine Saisonbestleistung erzielte er mit 13,17 Sekunden als Drittplatzierter beim Herculis. Bei den Olympischen Spielen in Rio de Janeiro belegte er in 13,29 Sekunden den vierten Rang.
2017 gewann Martinot-Lagarde bei den Leichtathletik-Halleneuropameisterschaften über 60 Meter Hürden die Silbermedaille hinter dem Briten Andrew Pozzi. Eine Verletzung im Mittelfußknochen zwang ihn, auf den Rest der Saison zu verzichten. Bei den Hallenweltmeisterschaften 2018 in Birmingham belegte er im 60-Meter-Hürdenlauf den fünften Platz. Seinen bis dahin bedeutendsten internationalen Erfolg feierte er mit dem Titelgewinn bei den Europameisterschaften in Berlin. Im Finale über 110 Meter Hürden setzte er sich mit einem Vorsprung von nur zwei Tausendstelsekunden gegen den Favoriten Sergei Schubenkow aus Russland durch.
2019 holte Martinot-Lagarde bei den Halleneuropameisterschaften in Glasgow die Silbermedaille im 60-Meter-Hürdenlauf. Bei den Weltmeisterschaften in Doha gewann er über 110 Meter Hürden die Bronzemedaille hinter dem US-Amerikaner Grant Holloway und dem unter neutraler Flagge startenden Russen Sergei Schubenkow.